# Shockproof
Shockproof is een Amerikaanse film noir uit 1949 onder regie van Douglas Sirk.

## Verhaal
Griff Marat is een reclasseringsambtenaar, die verliefd wordt op ex-gevangene Jenny Marsh. Marsh ging de cel in om een gokker te beschermen, waar ze een relatie mee had. Om haar te helpen huurt Marat Marsh in om voor zijn blinde moeder te zorgen.